# Citerna
Citerna település Olaszországban, Umbria régióban, Perugia megyében. Lakosainak száma 3367 fő (2023. január 1.). Citerna Anghiari, Città di Castello, Monterchi, San Giustino és Sansepolcro községekkel határos.

## Népesség
A település lakossága az elmúlt években az alábbi módon változott:
| Lakosok száma | 3517 | 3463 | 3367 |
|               | 2010 | 2018 | 2023 |